# Festival de la Cançó d'Eurovisió 1981
El XXVI Festival de la Cançó d'Eurovisió es va celebrar el 4 d'abril de 1981 a Dublín. La presentadora va ser Doireann Ní Bhriain. El primer lloc va ser per al grup britànic Bucks Fizz amb el tema "Making Your Mind Up".
Durant les votacions es van produir tres anècdotes. En primer lloc, el jurat austríac va votar amb l'ordre dels països canviat, i l'escrutador (Frank Naef) li va instar a que donés els vots de menor a major puntuació. En segon lloc, quan la presentadora va connectar amb el jurat de Iugoslàvia i li va demanar els vots, la portaveu (Helga Vlahović, presentadora de l'edició de 1990) li va contestar "No els tinc" i la presentadora va donar les gràcies. Finalment, en un dels moments en què Irlanda, país amfitrió, sumava punts, per error li van pujar més de 300 punts al marcador, la qual cosa va provocar el riure del públic.

## Resultats

Països participants.
Països que hi van participar al passat però no el 1981.

Va ser un festival molt obert: Va començar França primera, però Alemanya Occidental li va llevar el lideratge a la segona ronda. França la va tornar a recuperar fins al cinquè torn, quan va perdre la primera posició en favor d'Irlanda. Precisament Irlanda va estar en el lideratge en els torns 6 i 7, aquest últim empatat amb el Regne Unit. Tots dos perdrien el lloc privilegiat per França, i aquesta en un torn pel Regne Unit. El país britànic va liderar un bon temps, fins que Suïssa li va arrabassar el lloc per dos torns. Finalment, en l'avantpenúltim torn, el Regne Unit va tornar a empatar amb Suïssa i l'Alemanya Federal, però precisament Suïssa i Suècia van desempatar en favor del Regne Unit.
| #  | País i TV               | Intèrpret(s)                      | Cançó                          | Traducció                    | Idioma     | Lloc | Punts |
| -- | ----------------------- | --------------------------------- | ------------------------------ | ---------------------------- | ---------- | ---- | ----- |
| 1  | Àustria ORF             | Marty Brem                        | Wenn du da bist                | Quan ets aquí                | Alemany    | 17   | 20    |
| 2  | Turquia TRT             | Modern Folk Trio & Aysegül Aldinç | Dönme dolap                    | El carrusel                  | Turc       | 18   | 9     |
| 3  | Alemanya Occidental ARD | Lena Valaitis                     | Johnny Blue                    | El trist Johnny              | Alemany    | 2    | 132   |
| 4  | Luxemburg CLT           | Jean-Claude Pascal                | C'est peut-être pas l'Amerique | Pot ser que no sigui Amèrica | Francès    | 12   | 41    |
| 5  | Israel IBA              | Hakol Over Habibi                 | Halaila                        | Aquesta nit                  | Hebreu     | 7    | 56    |
| 6  | Dinamarca DR            | Debbie Cameron & Tommy Seebach    | Krøller eller ej               | Arrissat o no                | Danès      | 11   | 41    |
| 7  | Iugoslàvia JRT          | Seid-Memić Vajta                  | Lejla                          | Leila                        | Bosnià     | 15   | 35    |
| 8  | Finlàndia YLE           | Riki Sorsa                        | Reggae OK                      | -                            | Finès      | 16   | 27    |
| 9  | França TF1              | Jean Gabilou                      | Humanahum                      | -                            | Francès    | 3    | 125   |
| 10 | Espanya TVE             | Bacchelli                         | Y sólo tú                      | I només tu                   | Castellà   | 14   | 38    |
| 11 | Països Baixos NOS       | Linda Williams                    | Het is een wonder              | És un miracle                | neerlandès | 8    | 51    |
| 12 | Irlanda RTÉ             | Sheeba                            | Horoscopes                     | Horòscops                    | Anglès     | 5    | 105   |
| 13 | Noruega NRK             | Finn Kalvik                       | Aldri i livet                  | Mai de la vida               | Noruec     | 20   | 0     |
| 14 | Regne Unit BBC          | Bucks Fizz                        | Making your mind up            | Decidir-se                   | Anglès     | 1    | 136   |
| 15 | Portugal RTP            | Carlos Paião                      | Playback                       | -                            | Portuguès  | 19   | 9     |
| 16 | Bèlgica BRT             | Emly Starr                        | Samson                         | Sansón                       | neerlandès | 13   | 40    |
| 17 | Grècia ERT              | Yiannis Dimitras                  | Fegari kalokerino              | Lluna d'estiu                | Grec       | 9    | 50    |
| 18 | Xipre CyBC              | Island                            | Monika                         | Mónica                       | Grec       | 6    | 69    |
| 19 | Suïssa SSR SRG          | Peter, Sue &amp; Marc             | Io senza te                    | Jo sense tu                  | Italià     | 4    | 121   |
| 20 | Suècia SVT              | Björn Skifs                       | Fångad i en dröm               | Atrapat en un somni          | Suec       | 10   | 50    |

## Votació

### Sistema de votació
Cada jurat d'onze membres situat a cada país participant atorgava de 12, 10, 8, 7, 6, 5, 4, 3, 2 a 1 punts entre les seves deu cançons favorites.

### Taula de vots
|                                     |               | Resultats           |    |    |    |    |    |    |    |    |    |    |    |    |    |    |    |    |    |    |    |
|                                     |               | Alemanya Occidental |    |    |    |    |    |    |    |    |    |    |    |    |    |    |    |    |    |    |    |
| Participants                        | Àustria       |                     | 6  | 0  | 0  | 0  | 1  | 0  | 0  | 5  | 6  | 0  | 0  | 0  | 0  | 0  | 0  | 0  | 0  | 0  | 2  |
| Participants                        | Turquia       | 0                   |    | 0  | 1  | 0  | 0  | 3  | 5  | 0  | 0  | 0  | 0  | 0  | 0  | 0  | 0  | 0  | 0  | 0  | 0  |
| Participants                        | Alemanya      | 5                   | 12 |    | 3  | 8  | 8  | 2  | 7  | 8  | 12 | 3  | 6  | 4  | 7  | 12 | 10 | 5  | 8  | 0  | 12 |
| Participants                        | Luxemburg     | 10                  | 0  | 5  |    | 3  | 0  | 0  | 4  | 3  | 1  | 0  | 0  | 0  | 0  | 4  | 0  | 0  | 0  | 6  | 5  |
| Participants                        | Israel        | 8                   | 0  | 0  | 4  |    | 0  | 0  | 6  | 0  | 0  | 7  | 7  | 8  | 4  | 5  | 0  | 0  | 0  | 4  | 3  |
| Participants                        | Dinamarca     | 0                   | 1  | 1  | 7  | 0  |    | 0  | 0  | 4  | 3  | 2  | 0  | 0  | 5  | 2  | 12 | 0  | 0  | 0  | 4  |
| Participants                        | Iugoslàvia    | 0                   | 4  | 0  | 0  | 0  | 0  |    | 8  | 0  | 0  | 0  | 2  | 1  | 0  | 0  | 5  | 2  | 3  | 10 | 0  |
| Participants                        | Finlàndia     | 0                   | 0  | 0  | 0  | 2  | 0  | 0  |    | 1  | 2  | 5  | 5  | 0  | 0  | 1  | 0  | 0  | 0  | 5  | 6  |
| Participants                        | França        | 12                  | 0  | 12 | 12 | 7  | 2  | 4  | 10 |    | 0  | 6  | 4  | 5  | 1  | 10 | 3  | 8  | 7  | 12 | 10 |
| Participants                        | Espanya       | 0                   | 10 | 0  | 0  | 6  | 0  | 0  | 0  | 0  |    | 4  | 3  | 10 | 0  | 3  | 0  | 0  | 0  | 2  | 0  |
| Participants                        | Països Baixos | 3                   | 5  | 3  | 0  | 4  | 7  | 0  | 0  | 2  | 7  |    | 0  | 0  | 6  | 7  | 2  | 3  | 2  | 0  | 0  |
| Participants                        | Irlanda       | 7                   | 3  | 6  | 10 | 10 | 12 | 5  | 0  | 6  | 5  | 10 |    | 0  | 0  | 0  | 1  | 10 | 12 | 1  | 7  |
| Participants                        | Noruega       | 0                   | 0  | 0  | 0  | 0  | 0  | 0  | 0  | 0  | 0  | 0  | 0  |    | 0  | 0  | 0  | 0  | 0  | 0  | 0  |
| Participants                        | Regne Unit    | 4                   | 8  | 4  | 5  | 12 | 10 | 10 | 3  | 7  | 8  | 12 | 10 | 3  |    | 6  | 8  | 6  | 4  | 8  | 8  |
| Participants                        | Portugal      | 0                   | 0  | 8  | 0  | 0  | 0  | 0  | 0  | 0  | 0  | 0  | 0  | 0  | 0  |    | 0  | 1  | 0  | 0  | 0  |
| Participants                        | Bèlgica       | 1                   | 7  | 0  | 0  | 1  | 6  | 8  | 2  | 0  | 0  | 0  | 0  | 0  | 3  | 0  |    | 7  | 5  | 0  | 0  |
| Participants                        | Grècia        | 6                   | 0  | 2  | 6  | 0  | 0  | 1  | 0  | 0  | 10 | 0  | 1  | 2  | 8  | 0  | 6  |    | 6  | 7  | 0  |
| Participants                        | Xipre         | 0                   | 0  | 0  | 0  | 5  | 3  | 6  | 0  | 0  | 0  | 8  | 8  | 7  | 10 | 0  | 7  | 12 |    | 3  | 0  |
| Participants                        | Suïssa        | 2                   | 2  | 7  | 8  | 0  | 4  | 12 | 12 | 10 | 4  | 1  | 12 | 12 | 12 | 8  | 0  | 4  | 10 |    | 1  |
| Participants                        | Suècia        | 0                   | 0  | 10 | 2  | 0  | 5  | 7  | 1  | 12 | 0  | 0  | 0  | 6  | 2  | 0  | 4  | 0  | 1  | 0  |    |
| LA TAULA ESTÀ ORDENADA PER APARICIÓ |               |                     |    |    |    |    |    |    |    |    |    |    |    |    |    |    |    |    |    |    |    |

### Màximes puntuacions
Després de la votació, els països que van rebre 12 punts (màxima puntuació que podia atorgar el jurat) van ser:
| Núm. | A                   | De                                                  |
| ---- | ------------------- | --------------------------------------------------- |
| 5    | Suïssa              | Finlàndia, Iugoslàvia, Irlanda, Noruega, Regne Unit |
| 4    | Alemanya Occidental | Turquia, Espanya, Portugal, Suècia                  |
| 4    | França              | Àustria, Alemanya, Luxemburg, Suïssa                |
| 2    | Regne Unit          | Israel, Països Baixos                               |
| 2    | Irlanda             | Dinamarca, Xipre                                    |
| 1    | Dinamarca           | Bèlgica                                             |
| 1    | Xipre               | Grècia                                              |
| 1    | Suècia              | França                                              |

### Jurat espanyol
El jurat espanyol estava presentat per Isabel Tenaille i compost per la dependenta de comerç Belén Lage, el director general de vendes José Manuel Lozano, el mestressa de casa Carmen Ruiz, el perruquer Pablo Hardy, les relacions públiques María Acacia López-Bachiller, l'actor Andrés Pajares, la miss Espanya i actriu Lola Forner, el tennista Juan Carlos Andrade, l'estudiant María del Mar Serrano, l'enginyer de so Juan Vinader i l'estudiant Amada Quintana. Va actuar com a president Alfonso Lapeña.